# Esprit-Joseph Brun
Pour les articles homonymes, voir Brun.
Esprit-Joseph Brun, dit Brun cadet, est un architecte français du XVIIIe siècle né à L'Isle-sur-la-Sorgue (Vaucluse) le 1er juillet 1710 et mort le 17 juillet 1802.

## Biographie
Fils d'Esprit Brun, Esprit-Joseph Brun était allié à la célèbre dynastie d'architectes provençaux les Franque : il s'est marié en 1736 avec Marie-Marguerite Franque, fille de Jean-Baptiste Franque, sœur de François II Franque et Jean-Pierre Franque. Il a travaillé dans le Midi de la France avec la clientèle François Franque lorsque ce dernier s'est établi à Paris après 1758, et de Jean-Pierre Franque. Son frère aîné, Jean-Ange Brun, était également architecte.

## Réalisations et principaux projets
- « Canal de Cabedan Neuf » (1765-1766) (aide le « canal Saint Julien » à irriguer les terres autour de Cavaillon)[1].
- Hôtel Donadéï de Campredon (aujourd'hui Maison René Char), L'Isle-sur-la-Sorgue (Vaucluse)[2],[3].
- Église Notre-Dame de Beauvoir, Istres (Bouches-du-Rhône) : En 1777, Brun fut chargé d'agrandir l'édifice sur le flanc nord[4].
- Hôtel de ville, Marseille (Bouches-du-Rhône) : Il construisit de 1782 à 1786 la grande galerie, savamment voûtée,  qui enjambe la rue de la Loge et relie le premier étage au bâtiment situé sur l'arrière[5]. Dans celui-ci s’ouvre un vaste et spectaculaire escalier à l’impériale, où Brun a déployé toute sa maîtrise de la stéréotomie.
- Hôtel-Dieu, Marseille (Bouches-du-Rhône) : dans les années 1780, Brun construisit les deux escaliers symétriques dans les ailes en retour, dont la stéréotomie est remarquable. Il s’agit d’escaliers à jour, suspendus sur demi-berceaux avec retours en arc de cloître, et desservant tous les niveaux du bâtiment. La voûte de la première volée suspendue (la troisième) est particulièrement notable :  partant d’une base réglée, elle se termine en demi-berceau et se trouve ainsi totalement gauche, comme les volées principales de l’escalier de l’hôtel de ville.
- Église Notre-Dame de Grâces, Eyguières (Bouches-du-Rhône) [6]. En 1775, la reconstruction de l’ancienne église paroissiale étant décidée, le projet de Brun est retenu après avoir été mis en concurrence avec celui de Pierre Bondon. La construction commence à partir de juin 1778 sous sa direction. Le 8 septembre 1783, l'édifice est consacré [7]. Par le plan comme par la richesse du voûtement,  il se rapproche des projets familiaux comme les églises Notre-Dame des Pommiers à Beaucaire, ou Saint-Jacques à Tarascon. Inscrite au titre des monuments historiques, le 28 décembre 1984.
- Château Borély, Marseille (Bouches-du-Rhône) : Brun fut chargé de la direction des travaux et mit en œuvre le projet donné par Marie-Joseph Peyre sur la base d'un premier projet de Charles-Louis Clérisseau[8].

## Sources
- Esprit-Joseph Brun sur Structurae.